# Djorgovski 1
Djorgovski 1 (Djorg 1) ist ein Kugelsternhaufen im Sternbild Skorpion, der etwa 39.100 Lichtjahre von der Sonne und 13.400 Lichtjahre vom Galaktischem Zentrum entfernt ist. 
Er weist die geringste Metallizität aller bekannten Sternhaufen im inneren Bereich der Milchstraße auf und entstand nach Ansicht der Astronomen in der Frühphase unserer Galaxie.
Das Objekt wurde im Jahr 1986 von dem Astronom Stanislav George Djorgovski in einer Aufnahme des Infrared Astronomical Satellite (IRAS) entdeckt. Zusammen mit Djorgovski 1 wurde auch der Kugelsternhaufen Djorgovski 2 auf den IRAS-Aufnahmen entdeckt.